# Melitón Ortega
General Melitón Ortega fue un militar mexicano con idealismo villista que participó en la Revolución mexicana. Fue muerto durante la Toma de Guadalajara, Jalisco, en 1915, cuando las fuerzas de los generales Manuel M. Diéguez y Francisco Murguía atacaron la plaza y la defendía junto con Calixto Contreras y Julián Medina.
A Melitón Ortega se le culpó de no proteger debidamente el camino de herradura que comunicaba aquella plaza con la Estación Berriozábal.